# Caecidotea stygia
Caecidotea stygia is een pissebed uit de familie Asellidae. De wetenschappelijke naam van de soort is voor het eerst geldig gepubliceerd in 1871 door Packard.